# Lipaugus
Lipaugus là một chi chim trong họ Cotingidae.